# 平岗山城
平岗山城是一座位于中华人民共和国吉林省通化市内浑江东岸平岗山上的古城遗址，西北两侧临头道沟河，与自安山城隔江相望。遗址的西部早年可见土城墙，现已被破坏，东部推测可能为官衙类建筑址。地面遗址内发现有大量的汉代文化遗存，推测可能为西汉时期高句丽县故址之一。
41°44′24.157″N 125°58′54.724″E / 41.74004361°N 125.98186778°E